# Паралакс

Ілюстрація паралаксу. При зміщенні суб'єкта, візуально зміщуються об'єкт/об'єкти

Парала́кс (грец. παράλλαξις — «зміна») — видиме зміщення або різниця орієнтації об'єкта, що розглядається з двох різних позицій. Що далі розташований об'єкт, то менше змінюється його візуальна позиція. Що менша відстань до об'єкта або що більша відстань між точками спостереження (база), то більший паралакс.

## У науці
У науці — метод для визначення відстаней, що базується на тригонометрії. Широко застосовується в астрономії, стереометрії, архітектурі.
{\displaystyle L={\frac {D}{2\sin \alpha /2}};}
де L — відстань до об'єкта. D — базис (відстань між точками спостереження), α — кут зміщення.
Коли кут наближається до нульового, синус такого кута майже дорівнює величині кута в радіанах:
{\displaystyle \sin x\approx x} (рад)
і можна обчислювати відстань за наближеною формулою:
{\displaystyle L={\frac {D}{\alpha }};}
де L — відстань до об'єкта, D — базис (відстань між точками спостереження), α — кут зміщення, виражений у радіанах.

## У природі
Явище паралаксу широко використовується в природі. Майже всі ссавці й птахи мають хоча б вузьку зону бінокулярного зору. Це вможливлює їм вимірювати відстань до об'єктів у полі зору. Висока бінокулярність зору характерна для тварин, яким важливо точно визначати відстані. Наприклад у людей цей кут становить до 150°. Відповідно, два ока дають два трохи різні зображення, які майже повністю перекриваються. Мозок, аналізуючи дані з двох точок спостереження, будує об'ємне зображення.
Для визначення відстані важливі кілька факторів: відстань між точками спостереження (базис) і розрізнення кутів. Базис (відстань між зіницями очей) у людей коливається в основному між 58 мм і 75 мм. Середній базис очей у людей — 65 мм. Нетренована людина при гарному освітленні може розрізнити кут в 1' (60") і визначати відстані до 300—400 метрів; після спеціальних тренувань людина може розрізняти кути в 6 разів менші — до 10" і, відповідно, визначати відстані до 1,3—1,5 км.

## В оптиці
Паралакс в оптиці може спричиняти похибку вимірювань. Виникає внаслідок руху зіниць відносно окуляра, або вимірювальної сітки.
Також мусить враховуватися у нецифрових фотоапаратах, оскільки існує певна різниця положення окуляра і фокусу фотокамери. Внаслідок чого при зйомках близьких об'єктів, картинка могла суттєво відрізнятися від того, що бачив фотограф. Остаточно цей момент вдалося виправити лише з появою цифрових фотокамер, де єдиний сигнал дублюються як в окуляр (або екран), так і на матрицю.

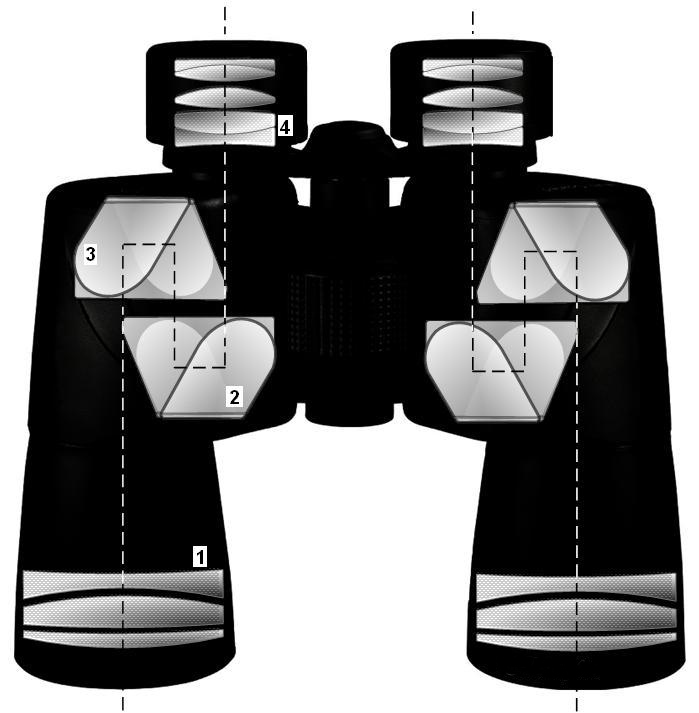
Збільшення стереобазису в біноклі.
1 — Об'єктив
2—3 — Призма Порро
4 — Окуляри

В оптиці паралакс відіграє подвійну роль. Створено низку оптичних приладів, що використовують ефект паралаксу. Основна ідея полягає в зміні базису очей (стерео-базис). Завдяки чому зростає сприйняття максимально далекої відстані, але зменшується детальність чіткого розрізнення об'єму. При зменшенні базису відбувається навпаки. Дуже важливим параметром є забезпечення паралельності підзорних труб.
Призмовий бінокль є наймасовішим подібним інструментом. Завдяки штучному збільшені базису очей він дозволяє при огляді місцевості краще відчувати відстань. Найчастіше виготовляються біноклі зі збільшенням базису очей вдвічі, зрідка більше. При зміні відстані між точками спостереження в стільки ж разів змінюється паралакс. У поліпшених моделях біноклів є можливість коригувати цей параметр.
Стереотруба — пристрій, що схожий за конструкцією на перископ, але має суттєву перевагу завдяки регульованій величині стерео-базису (до 75 см). Використовується здебільшого у військовій справі. Завдяки поліпшеному сприйнятті об'єму легше розрізняти траншеї тощо. Для точнішого визначення відстані на окуляри наноситься відмітка кутів верньєр.
Стереофотографія
У багатьох галузях науки здобула розповсюдження стереофотографія. Певний об'єкт (групу об'єктів) фотографують з двох різних точок. Для досліджень мікросвіту спеціальними приладами зменшують стерео-базис, для макросвіту — збільшуючи. Завдяки зіставленню двох зображень досягається відчуття простору, що дозволяє краще зрозуміти взаємні відстані. Прилад, що забезпечує сприйняття кожним оком свого зображення, називається стереоскоп (від грец. στερεό — просторовий і σκόπιο — дивлюся).
Див. також Стереоскопічний ефект.

## В астрономії
Метод паралаксу є єдиним безпосереднім методом вимірювання відстаней поза межами Сонячної системи. Астрономи для визначення відстаней використовують різні (найкраще — протилежні) точки земної поверхні або земної орбіти, вимірюючи кутове зміщення об'єкта на фоні далеких зір. Відповідно відокремлюють два методи геоцентричний паралакс та геліоцентричний паралакс. За об'єктами спостережень виділяють Місячний паралакс, паралакс Сонця і тіл Сонячної системи та Зоряний паралакс.

### Горизонтальний паралакс (геоцентричний паралакс)
Геоцентричний паралакс (або, як його ще раніше називали, добовий паралакс) застосовується для вимірювання відстаней у межах Сонячної системи. Раніше проводили вимір кутів двічі протягом доби, завдяки чому можна було визначити паралакс до таких об'єктів як Місяць, Сонце тощо. Наразі для цього використовують два одночасних спостереження в різних точках земної кулі або ж синхронізовані телескопи.
Горизонтальним паралаксом називають кут між напрямом на світило з якої-небудь точки земної поверхні і напрямом на світило з центра Землі.
Уперше застосував метод паралаксу в астрономії давньогрецький вчений Гіппарх 150 р. до н. е. для визначення відстані до Місяця. За його обчисленнями паралакс склав 58' і, відповідно, відстань до Місяця — бл. 59 радіусів Землі. За сучасними даними, паралакс Місяця становить 57' 02,6", відповідно відстань — 60,2 радіуси.
6 листопада 1572 року спалахнула наднова зоря SN 1572 в сузір'ї Кассіопеї. За 5 днів по тому данський астроном-дворянин Тихо Браге, перебуваючи на вулиці, випадково помітив цю яскраву зорю. Надалі він єдиний у всій Європі вів детальні спостереження нової зорі, записуючи її зоряну величину та вимірюючи кути відносно інших яскравих зір сузір'я Кассіопеї з точністю до кількох кутових мінут. Він не зміг обчислити паралакс цього об'єкта і зрозумів, що подія відбувається набагато далі, аніж Місяць, — поміж нерухомих зір. Це одначало, що і на небі бувають зміни. Так чином було спростовано постулати про незмінність небесних сфер Арістотеля, який вважав, що всі небесні зміни (комети, нові зорі) відбуваються у верхніх шарах атмосфери, де вона стикається з «космічним вогнем».
П'ять років по тому Браге пощастило знову: у нічному небі засяяла велика комета 1577 року. Браге здійснив аналогічні виміри кутів комети та Місяця (вони часто були поруч) відносно сусідніх зір у певні дати. Подібну роботу в Празі виконав ще один невідомий нам астроном. Зіставивши дані своїх спостережень поблизу Копенгагена (Кобенхавна) і дані колеги з Чехії, Браге зміг визначити паралакс — щоправда, помилковий. За його даними виходило, що комета щонайменше втричі далі, аніж Місяць.
1672 року Джованні Кассіні вдалося виміряти відстань до Сонця (140 млн км, що на 7 % менше за сучасні дані). Задля цього він, перебуваючи в Парижі, виміряв розташування Марса на фоні зір; одночасно із ним у Французькій Гвіані Жан Ріше теж провів спостереження. Зіставивши дані, астрономи отримали паралакс Марса і на основі цих даних вирахували відстань до Сонця.

### Річний (геліоцентричний) паралакс

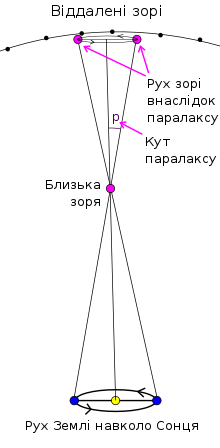
Паралакс близької зорі на фоні далеких, при рухові Землі орбітою навколо Сонця.

Для вимірювання міжзоряних відстаней використовують річний паралакс. Спостереження здійснюють із проміжком півроку, за цей час Земля пересувається у протилежну точку своєї орбіти. Основна одиниця відстаней на основі паралаксу — парсек. Один парсек — це відстань, з якої середній діаметр земної орбіти становить 1" (одну кутову секунду).
Оскільки для малих кутів {\displaystyle \sin x\approx x} (радіан): враховуючи, що 1 радіан = {\displaystyle {\frac {180^{\circ }}{\pi }}}, а один градус (1°) містить {\displaystyle 60\cdot 60} = 3600", отримуємо {\displaystyle \sin x\approx x\cdot {180^{\circ }}\cdot {\frac {3600}{\pi }}}, При цьому
{\displaystyle L={\frac {D}{x}};}
де L — відстань, D — базис, а X — кут, якщо за базис взяти радіус земної орбіти (одну астрономічну одиницю, 1 а. о.), а за кут 1", то можна обчислити, що 1 парсек становить
{\displaystyle {L}\approx {\frac {1AU}{1^{\sec }}}\cdot {180^{\circ }}\cdot {\frac {3600}{\pi }}=206265{\textrm {\ AU}}\equiv 1{\textrm {\ parsec}}};
1 а. о., як відомо, дорівню 149,6 млн км.
{\displaystyle 1{\textrm {\ parsec}}\equiv } 30,857244 трлн км.= 3,2616 св. р.
Найближча зоря, Проксима Центавра, має паралакс 0,77233" ± 0,00242 (дані отримані космічним телескопом Гіппаркос). Проксима є третім компонентом системи Альфа Центавра, яка, своєю чергою, має паралакс 0,76". Загалом 65 окремих зір перебувають у межах 5 парсеків від нас.
Тривалий час той факт, що паралакси навіть найближчих зір менші однієї кутової секунди, слугував потужним аргументом для геоцентризму. Виглядало так, що зорі, на відміну від добового та річного паралаксу планет, не мають паралаксу. Звідси вчені робили висновок, що Земля є центром Всесвіту, і тому у зір відсутній паралакс. Проте ще давньогрецький астроном Аристарх Самоський, розробивши й математично довівши геліоцентричну систему, блискуче передбачив, що й у «далеких зір» має бути паралакс, зумовлений рухом Землі в просторі. Коли його опоненти вказували на відсутність паралаксу, він пояснював це тим, що зорі дуже далеко.
Через століття ця полеміка спалахнула знову. Зокрема, Тихо Браге, полемізуючи з теорією Миколая Коперника, висував одним із головних аргументів саме відсутність паралаксу у зір. Оскільки Сатурн — найвіддаленіша на той час планета — мала значний паралакс, а нерухомі зорі — ні, виходило, що зорі мають перебувати щонайменше в 700 разів далі Сатурна. Однак, спираючись на авторитет Арістотеля, астрономи вважали, що сфера зір розташована одразу за сферою Сатурна.
Так тривало до винайдення геліометра, який збільшив точність у десятки разів (до кількох десятих часток кутової секунди). У 1838 році Фрідріх-Вільгельм Бессель за допомогою геліометра вперше виміряв паралакс для позасонячного об'єкта — зорі 61 Лебедя — який становив 0,31".
Супутник Гіппаркос Європейського космічного агентства (ЄКА), що перебував на навколоземній еліптичній орбіті у 1989—1993 роках, зібрав точні дані щодо паралаксів 118 218 зір . Дані були опрацьовані та оприлюднені 1997 року.
На 2011 рік заплановано запуск його наступника — космічного телескопа Gaia. Основна місія: визначення паралаксів одного мільярда зір і складання тривимірної карти Галактики. Точність визначення паралаксів буде настільки високою, що для найближчих зір доведеться враховувати вплив обертання самого апарата на орбіті навколо точки Лагранжа L2.
Уся шкала відстаней в астрономії базується на визначенні паралаксу найближчих зір. Потім йдуть методи фотометричного аналізу, періодичності цефеїд та червоного зсуву. І хоча метод вимірювання паралаксу дає змогу обчислювати відстань лише до найближчих зір, а на ньому базуються всі інші методи, таким чином метод паралаксу дозволяє з'ясувати розміри Всесвіту.

## Вебдизайн

Ефект паралаксу на сайті hotdot.pro

Паралактична прокрутка вебсайтів з'явилася 2011 року, коли Ян Койл (Ian Coyle) з рекламної агенції «Wieden+Kennedy» створив для Nike сайт Nike Better World. Заснована на поєднанні HTML5 та JavaScript, де браузер використовує прокрутку для анімації елементів DOM. Використовуючи різні шари та прозорість зображень, дизайнерам вдається досягти ефекту глибини й реалістичності, оскільки передній план рухається швидше за задній. Сайт викликав жваве обговорення в інтернеті та започаткував бум паралактичних сайтів.

## Культура
| Дата       | Автор                               | Назва                | Жанр                                      | Коментар                                                                                 |
| ---------- | ----------------------------------- | -------------------- | ----------------------------------------- | ---------------------------------------------------------------------------------------- |
| 1974       | Алан Пакула, режисер                | «Змова «Паралакс»»   | Фільм                                     | Детектив. Події розгортаються навколо компанії «Паралакс».                               |
| 23.01.1995 | Кім Фрейдман телережисер            | Епізод «Паралакс»    | Епізод 103 (серіал Зоряний шлях: Вояджер) | Корабель «Вояджер» зустрічається зі своїм аномальним відображенням.                      |
| 2006       | Славой Жижек філ. (сл.Slavoj Žižek) | «Паралаксний погляд» | Книга, філософія                          | Паралакс — один із ключових термінів у філософській концепції, що викладена в цій книзі. |
|            | Кодзін Каратані (яп. 柄谷 行人)     | «Паралакс»           | Філософська концепція                     | Була надалі запозичена Славоєм Жижеком.                                                  |